# عبدالقادر المظفر
عبدالقادر المُظَفَّر (۱۸۸۰ – ۱۹۴۹) عالم مسلمان، سیاستمدار و  شاعر فلسطینی بود. یکی از شخصیت‌های اسلامی و ملی‌گرا در دوران قیمومیت بریتانیا بر فلسطین شمرده می‌شود.او به رهبری علمی و سیاسی خود به ویژه پس از فارغ‌التحصیلی از دانشگاه الازهر در سال ۱۹۱۸ شهرت داشت و در مبارزات مردم عرب اورشلیم و به‌طور کلی فلسطینیان علیه قیمومیت بریتانیا شرکت کرد و بسیاری از آنها را رهبری کرد. در سال ۱۹۱۶ به دلیل فداکاری برای خدمت به دولت عثمانی، به مفتی ارتش چهارم عثمانی منصوب شد. او همچنین در فعالیت‌های کمیتهٔ اتحاد و ترقی شرکت کرد و ریاست انجمن اِخوان و عفاف اورشلیم را بر عهده گرفت. عبدالقادر المظفر به عنوان یکی از سخنوران فصیح جنبش ملی فلسطین شناخته می‌شد. شاعر و نویسنده‌ای که با «متانت، قدرت اراده و دینداری خوب» برجسته بود. او به خاطر مهارت‌های شعری و خطابه‌اش شهرت داشت. سبُک‌دل و شوخ‌طبع، محبوب دوستان و مورد احترام مخالفان توصیف شده است.

## زندگی و پیشه
عبدالقادر المظفر در سال ۱۸۸۰ در اورشلیم مرکز متصرفیه قدس، امپراتوری عثمانی، به دنیا آمد. پدرش مفتی حنفی شهر و از برجسته‌ترین علمای آن و همچنین فلسطین به‌طور کلی بود که سرپرستی ادارهٔ تبلیغ و ارشاد را بر عهده داشت. عبدالقادر با تربیت عمیق مذهبی و میهنی پرورش یافت. پدرش حفظ قرآن را به او بر عهده گرفت و اصول تجوید و اصول فقه را به او آموخت. او همچنین در دوران کودکی بخشی از زبان، ادبیات و تاریخ عربی را آموخت.تحصیلات ابتدایی و متوسطه خود را در اورشلیم گذراند. پدرش را در سن ۱۵ سالگی از دست داد. به مصر رفت و به الازهر پیوست و پس از پایان آموزش دینی در ۱۹۱۸ به اورشلیم بازگشت و به تجارت و امور عمومی پرداخت.
او به شدت به امپراتوری عثمانی وفادار بود، نسبت به جاه‌طلبی‌های بریتانیا و غرب در سرزمین‌های اسلامی محتاط بود. او به انجمن اتحاد و ترقی پیوست و رئیس انجمن برادری و عفافِ اورشلیم شد. در جریان لشکرکشی کانال که توسط فرماندهٔ ترک، جمال پاشا به مصر هدایت شد، المظفر به عنوان واعظ در صفوف این لشکرکشی مشغول به کار شد. پس از شکست این لشکرکشی، المظفر برای ادامهٔ تحریک علیه بریتانیا به فلسطین بازگشت. پس از آن که جمال پاشا ده‌ها تن از ملی‌گرایان سوری، لبنانی و فلسطینی را اعدام کرد، خشم مردم علیه دولت عثمانی تشدید شد. این دولت برای زدودن کینهٔ مردمی، جمال پاشا را از فرماندهی ارتش چهارم برکنار کرد و جمال الصغیر را جایگزین وی کرد، همچنین عبدالقادر المظفر به عنوان مفتی این ارتش جایگزین اسعد الشقیری شد. المظفر تمام تلاش خود را برای خدمت به هموطنانش و رفع ظلم عثمانی در حق آنان به کار گرفت.پس از شکست امپراتوری عثمانی در جنگ جهانی اول، به آلمان پناهنده شد، سپس به فلسطین بازگشت (پس از اعلام مأموریت) و در ایستگاه خاور نزدیک رادیو عرب مشغول به کار شد.
هنگامی که شاهزاده فیصل بن حسین در سال ۱۹۱۹ قدرت را در سوریه به دست گرفت، المظفر به دمشق سفر کرد و در آنجا ریاست باشگاه عرب را بر عهده گرفت. در سال ۱۹۱۹، دولت عربی به رهبری فیصل او را برای یک مأموریت ملی نزد مصطفی کمال آتاتورک در آنکارا فرستاد.سپس پس از سقوط حکومت فیصل (تابستان ۱۹۲۰) به فلسطین بازگشت و در جنبش ملی فلسطین شرکت کرد و در کنار اردوگاه حسینی‌ها، یا مجلسی‌ها که با نَشاشیبی‌ها یا مخالفان مقابله کردند، قرار گرفت. امین الحسینی، رئیس مجلس اعلای اسلامی، او را به ریاست هیئتی برگزید که وظیفهٔ آن جمع‌آوری کمک‌های مالی از هند برای تأمین هزینهٔ تعمیر قبة الصخره بود. المظفر «کنگرهٔ عمومی فلسطین» را که در ۲۷ فوریه ۱۹۲۰ در دمشق برگزار شد، افتتاح کرد. کنگره در قطعنامه‌های خود بر رد تلقی «جنوب سوریه، یعنی فلسطین، به عنوان بخشی غیر سوری» و رد اعلامیهٔ بالفور و مهاجرت صهیونیست‌ها تأکید کرد. در ژوئن ۱۹۲۲، کمیتهٔ اجرایی عرب تصمیم گرفت او را در رأس هیئتی از فلسطین به مصر، سودان و حجاز بفرستد. ورود هیئت به حجاز در اوایل ژوئیه مصادف با موسم حج بود. المظفر یک کمپین تبلیغاتی گسترده در میان حجاج مسلمان ترتیب داد که در نتیجه، آنها هزاران تلگراف در اعتراض به قیمومت بریتانیا بر فلسطین به جامعهٔ ملل ارسال کردند.
آل مظفر عضو پنجمین کنگره عرب فلسطین بود که در ۲۰ اوت ۱۹۲۲ در نابلس برگزار شد و همچنین در ششمین کنگره عرب فلسطین که در ۱۶ ژوئن ۱۹۲۳ در یافا برگزار شد شرکت کرد. المظفر به عنوان نماینده‌ای از یافا در کنفرانس اسلامی که در اورشلیم در اوایل نوامبر ۱۹۲۸ با شرکت نمایندگانی از دمشق، بیروت و ماوراء اردن برگزار شد، شرکت کرد. نتیجهٔ این کنفرانس تولد «انجمن نگهبانان الاقصی و اماکن مقدس اسلامی» علیه صهیونیست‌ها بود. وی پس از قیام براق در اوت ۱۹۲۹ برای مدت کوتاهی توسط مقامات بریتانیا در یافا دستگیر شد. المظفر در «کنفرانس تسلیحاتی» که در اول اوت ۱۹۳۱ در نابلس برگزار شد، در اعتراض به آنچه تسلیح یهودیان و همدستی مقامات بریتانیا می‌دانست، شرکت کرد که کمیتهٔ اجرایی عربی همچنین بر استفاده از اعتراضات به عنوان ابزاری برای رسیدگی به چنین موضوعات مهمی اصرار داشت.
المظفر سمت دبیری کنفرانس عمومی اسلامی را که بین ۷ تا ۱۷ دسامبر ۱۹۳۱ در اورشلیم برگزار شد، برای دفاع از اماکن اسلامی در آنجا به عهده گرفت. هیئت‌های بسیاری از کشورهای عربی و اسلامی در این کنفرانس شرکت کردند و او به عنوان یکی از اعضای کمیتهٔ اجرایی برخاسته از آن کنفرانس، انتخاب شد. المظفر عضو «کمیتهٔ عالی صندوق ملی» بود که در سپتامبر ۱۹۳۲ به ریاست احمد حلمی عبدالباقی تأسیس شد و هستهٔ اصلی شرکتی بود که با نام «شرکت عربی برای نجات زمین‌ها در فلسطین» تأسیس شد.
در ۲۷ اکتبر ۱۹۳۳، المظفر در صف مقدم تظاهرات توده‌ای در یافا بود که توسط کمیتهٔ اجرایی عرب، ریاست جنبش ملی فلسطین در آن زمان، فراخوان داده شد. المظفر به همراه موسی کاظم الحسینی، در آن تظاهرات، که در مخالفت با ممنوعیت مقامات بریتانیا و خواستار پایان دادن به مهاجرت یهودیان برگزار شد، نمازگزاران مسجد جامع را رهبری کرد. وی به همراه سایر تظاهرکنندگانِ دستگیرشده، بازداشت شد، اما به دلیل حسن رفتار از آزادی با قرار وثیقه خودداری کرد و ترجیح داد به مدت شش ماه زندانی شود. المظفر پس از آزادی از زندان به زندگی سیاسی خود پایان داد و از شرکت یا رهبری جنبش ملی فلسطین دست کشید.
در معجم البابطین دربارهٔ شاعری او آمده است: «مناظره‌هایی که از ذهن درخشان، هوش تند و تسلط او بر زبان عربی سرچشمه می‌گرفت، بر شعر او غالب است. روح ملی در اشعار او جاری بود و نشانی از طبیعت شاعرانهٔ او شد. از ویژگی‌های شعر او تسلط در گفتگو، شوخی، نقد سیاسی، استقبال گرم از مهمانان و تمجید از سیاستمداران و دانشمندان زمان خود است.»
المظفر در سال نکبت ۱۹۴۸ در آستانهٔ اشغال یافا توسط نیروهای صهیونیست مجبور به ترک یافا شد و به اَمّان، اردن، پناه برد. او در سال ۱۹۴۹ در همان‌جا درگذشت، در زادگاهش اورشلیم در گورستان باب الساهره به خاک سپرده شد.